# Perfekcjonizm
Perfekcjonizm – postawa człowieka, która stawia dokładność wykonywanych czynności na najwyższym miejscu. Nadmierny perfekcjonizm jest w psychologii czasem nazywany dewiacją, która praktycznie uniemożliwia normalne funkcjonowanie. Psycholodzy uważają to zjawisko za problem społeczny i często stosują specjalne terapie.
Perfekcjonizm rodzicielski u matek zwiększa ryzyko wystąpienia depresji poporodowej w pierwszym roku po porodzie (u takich matek kluczowe znaczenie mają wówczas dwa czynniki: trudność w regulowaniu własnych emocji oraz nietolerowanie niepewności).